# Laxmanrao Sardessai
Laxmanrao Sardessai (Savoi-Verem, 1904 — Goa, 1986) foi um escritor, poeta e um novelista goês de língua portuguesa e marata. Viveu durante o período da Primeira República Portuguesa e a ditadura do Estado Novo. Manteve residência em Goa após a invasão do território pela Índia. Faleceu em Goa em 1986.
A obra em prosa, que inclui setecentas histórias em marata, oferece um largo espetro da história de Goa durante o século XX. É considerado o maior escritor de língua marata do território. Escreveu também poesia nos últimos anos de vida, principalmente em português e em concani. Praticando o verso livre, desenvolveu uma técnica própria, adaptando o ritmo dos versos ao humor e ao tema tratado. Alguns dos seus poemas são de carimbo intimista ou filosófico, e aparecem como relatos de experiência cumulada durante a vida, conservando no entanto o vigor e a força de uma escrita jovem e inovadora. Participou na última vaga da literatura indo-portuguesa, deixando uma obra notável em português. Também escreveu prosa em concani.